# Mistrovství světa v plážovém fotbale 2003
Mistrovství světa v plážovém fotbale 2003 bylo 9. ročníkem MS v plážovém fotbale, které se konalo v brazilském městě Rio de Janeiro na pláži Copacabana v období od 16. do 23. února 2003. Účastnilo se ho 8 týmů, které byly rozděleny do 2 skupin po 4 týmech. Ze skupiny postoupily do vyřazovací fáze první a druhý celek. Vyřazovací fáze zahrnovala 4 zápasy. Brazílie postoupila do finále, ve kterém porazila Španělsko 8:2 a po osmé tak vyhrála mistrovství světa.

## Stadion
Mistrovství se odehrálo na jednom stadionu v jednom hostitelském městě: Copacabana Beach Soccer Arena (Rio de Janeiro).
| Rio de Janeiro                  |
| ------------------------------- |
| Copacabana Beach Soccer Arena   |
| Kapacita: 10 000 Rio de Janeiro |

## Týmy

### Kvalifikace
Nejlepší týmy, které se umístily na prvních třech místech v Evropské lize plážového fotbalu 2002 se kvalifikovali na MS 2002. Severoamerická a jihoamerická kvalifikace byla založena na výkonech v akcích zahrnující týmy z Ameriky. Týmy Itálie a Japonska byly pozvány na divokou kartu. Afrika a Oceánie nebyla zastoupena žádným týmem. Na tomto šampionátu jako na jediném v celé historii nedebutoval žádný nový tým.
| - Asie (AFC) - Japonsko - Severní, Střední Amerika a Karibik (CONCACAF) - USA - Jižní Amerika (CONMEBOL) - Uruguay |  | - Evropa (UEFA) - Portugalsko - Itálie - Francie - Španělsko - Hostitel - Brazílie |

## Zápasy
Čas každého zápasu je uveden v lokálním čase.

### Skupinová fáze
| Vysvětlivky                                          |
| ---------------------------------------------------- |
| Týmy na prvních dvou místech postupují do semifinále |
| Vítěz zápasu je tučně zvýrazněn                      |

#### Skupina A
| Tým       | Z | V | R | P | VG | IG | +/− | B |
| --------- | - | - | - | - | -- | -- | --- | - |
| Brazílie  | 3 | 3 | 0 | 0 | 26 | 6  | +20 | 9 |
| Španělsko | 3 | 2 | 0 | 1 | 19 | 13 | +6  | 6 |
| Itálie    | 3 | 1 | 0 | 2 | 11 | 19 | −8  | 3 |
| USA       | 3 | 0 | 0 | 3 | 8  | 26 | −18 | 0 |

| 16. února 2003 |       |           |                                                      |
| Brazílie       | 6 : 3 | Španělsko | Pláž Copacabana diváci: 6000 rozhodčí: Carlos Robles |
|                |       |           | Pláž Copacabana diváci: 6000 rozhodčí: Carlos Robles |

| 18. února 2003 |       |     |                                                     |
| Španělsko      | 8 : 3 | USA | Pláž Copacabana diváci: 4200 rozhodčí: Elias Coelho |
|                |       |     | Pláž Copacabana diváci: 4200 rozhodčí: Elias Coelho |

| 18. února 2003 |       |        |                                                      |
| Brazílie       | 7 : 2 | Itálie | Pláž Copacabana diváci: 6000 rozhodčí: Pinto Correia |
|                |       |        | Pláž Copacabana diváci: 6000 rozhodčí: Pinto Correia |

| 19. února 2003 |       |     |                                                          |
| Itálie         | 5 : 4 | USA | Pláž Copacabana diváci: 2000 rozhodčí: José Luiz da Rosa |
|                |       |     | Pláž Copacabana diváci: 2000 rozhodčí: José Luiz da Rosa |

| 20. února 2003 |        |     |                                                           |
| Brazílie       | 13 : 1 | USA | Pláž Copacabana diváci: 4500 rozhodčí: Lakhdar Benchabane |
|                |        |     | Pláž Copacabana diváci: 4500 rozhodčí: Lakhdar Benchabane |

| 20. února 2003 |       |        |                                                     |
| Španělsko      | 8 : 4 | Itálie | Pláž Copacabana diváci: 3000 rozhodčí: Elias Coelho |
|                |       |        | Pláž Copacabana diváci: 3000 rozhodčí: Elias Coelho |

#### Skupina B
| Tým         | Z | V | R | P | VG | IG | +/− | B |
| ----------- | - | - | - | - | -- | -- | --- | - |
| Francie     | 3 | 2 | 0 | 1 | 20 | 14 | +6  | 6 |
| Portugalsko | 3 | 2 | 0 | 1 | 14 | 10 | +4  | 6 |
| Uruguay     | 3 | 2 | 0 | 1 | 9  | 9  | 0   | 6 |
| Japonsko    | 3 | 0 | 0 | 3 | 4  | 14 | −10 | 0 |

| 18. února 2003 |       |          |                                                      |
| Uruguay        | 2 : 1 | Japonsko | Pláž Copacabana diváci: 4500 rozhodčí: Antonio Buaiz |
|                |       |          | Pláž Copacabana diváci: 4500 rozhodčí: Antonio Buaiz |

| 18. února 2003 |       |             |                                                      |
| Francie        | 8 : 6 | Portugalsko | Pláž Copacabana diváci: 6000 rozhodčí: Carlos Robles |
|                |       |             | Pláž Copacabana diváci: 6000 rozhodčí: Carlos Robles |

| 19. února 2003 |       |         |                                                          |
| Uruguay        | 6 : 5 | Francie | Pláž Copacabana diváci: 2000 rozhodčí: Evaldo Wellington |
|                |       |         | Pláž Copacabana diváci: 2000 rozhodčí: Evaldo Wellington |

| 19. února 2003 |       |          |                                                     |
| Portugalsko    | 5 : 1 | Japonsko | Pláž Copacabana diváci: 2000 rozhodčí: Elias Coelho |
|                |       |          | Pláž Copacabana diváci: 2000 rozhodčí: Elias Coelho |

| 20. února 2003 |       |          |                                                        |
| Francie        | 7 : 2 | Japonsko | Pláž Copacabana diváci: 4500 rozhodčí: Massimo Magrini |
|                |       |          | Pláž Copacabana diváci: 4500 rozhodčí: Massimo Magrini |

| 20. února 2003 |       |         |                                                      |
| Portugalsko    | 3 : 1 | Uruguay | Pláž Copacabana diváci: 6000 rozhodčí: Carlos Robles |
|                |       |         | Pláž Copacabana diváci: 6000 rozhodčí: Carlos Robles |

## Vyřazovací fáze
21. února byl určen den odpočinku.
|  | Semifinále | Semifinále  | Semifinále |  |  | Finále      | Finále      | Finále      |
|  |            |             |            |  |  |             |             |             |
|  |            | Brazílie    | 7          |  |  |             |             |             |
|  |            | Portugalsko | 2          |  |  |             |             |             |
|  |            |             |            |  |  |             | Brazílie    | 8           |
|  |            |             |            |  |  |             | Španělsko   | 2           |
|  |            | Španělsko   | 5          |  |  |             |             |             |
|  |            | Francie     | 4          |  |  | Třetí místo | Třetí místo | Třetí místo |
|  |            |             |            |  |  |             | Portugalsko | 7           |
|  |            |             |            |  |  |             | Francie     | 4           |

#### Semifinále
| 22. února 2003 |       |         |                                                      |
| Španělsko      | 5 : 4 | Francie | Pláž Copacabana diváci: 6000 rozhodčí: Antonio Buaiz |
|                |       |         | Pláž Copacabana diváci: 6000 rozhodčí: Antonio Buaiz |

| 22. února 2003 |       |             |                                                      |
| Brazílie       | 7 : 2 | Portugalsko | Pláž Copacabana diváci: 6000 rozhodčí: Carlos Robles |
|                |       |             | Pláž Copacabana diváci: 6000 rozhodčí: Carlos Robles |

#### O 3. místo
| 23. února 2003 |       |         |                                                            |
| Portugalsko    | 7 : 4 | Francie | Pláž Copacabana diváci: 6000 rozhodčí: João Alberto Duarte |
|                |       |         | Pláž Copacabana diváci: 6000 rozhodčí: João Alberto Duarte |

#### Finále
| 23. února 2003 |       |           |                                                          |
| Brazílie       | 8 : 2 | Španělsko | Pláž Copacabana diváci: 6000 rozhodčí: José Luiz da Rosa |
|                |       |           | Pláž Copacabana diváci: 6000 rozhodčí: José Luiz da Rosa |